# Adoretus nigrofuscus
Adoretus nigrofuscus är en skalbaggsart som beskrevs av Kobayashi 1991. Adoretus nigrofuscus ingår i släktet Adoretus och familjen Rutelidae. Inga underarter finns listade i Catalogue of Life.